# 서귀포시 서부도서관
서귀포시 서부도서관은 대한민국 제주특별자치도의 공공도서관이다.

## 연혁
2000년에 국고보조금 지원을 받아 서귀포시가 설립을 추진하여 2006년에 개관하였다. 같은 해 행정구조 개편이 이루어지면서 제주시와 서귀포시가 운영하던 모든 도서관의 관리 주체가 제주특별자치도로 이관되고, 운영 주체도 제주특별자치도 사업운영본부 문화체육사업부가 되었다. 그러나 제주특별자치도의회가 사업운영본부를 6개월만에 폐지하고 기존 문화체육사업부의 업무는 관할 행정시장이 맡도록 조례를 개정하면서, 문화체육사업부의 여러 도서관운영사업소에서 나누어 운영하던 서귀포시 소재 도서관은 모두 서귀포도서관운영사업소 소속이 되어 2007년에 서귀포시로 이관되었다. 이후 서귀포시는 서귀포도서관운영사업소를 폐지하고, 주민생활지원국 문화예술과에 이들 도서관을 소속시켰다가 2008년 다시 서귀포시 도서관운영사업소를 신설하여 현재 서부도서관은 이곳에서 운영하고 있다.

## 현황

### 소장 자료
2014년 2월 현재 도서 37,960책, 비도서 1,417점을 소장하고 있다.

### 시설
도서관 건물은 지하 2층, 지상 3층 중 3층 건물이며, 제주특별자치도 서귀포시 중문관광로 346에 위치하고 있다. 구체적인 자료실 및 편의시설 배치는 다음과 같다.
- 자료실 : 종합자료실, 정보이용실
- 문화창작실
- 열람실 : 일반열람실, 학생열람실, 어린이열람실

## 이용

### 이용 시간
- 열람실 : 코로나 19로 운영시간 조정됨, 화요일~금요일 09:00 ~ 22:00/ 주말 09:00~20:00
- 자료실 : 코로나 19로 운영시간 조정됨, 화요일~금요일 09:00 ~ 20:00/ 주말 09:00~18:00
- 휴관일 : 매주 월요일, 1월 1일, 설·추석 연휴, 12월 31일, 관공서의 공휴일에 관한 규정 제3조제1항에 따른 대체공휴일

### 회원 자격
- 제주특별자치도에 주민등록이 되어 있는 도민(3세 이상)
- 제주특별자치도 소재 직장인 및 학생
- 제주특별자치도 거주 외국인

### 자료 대출 규정
- 대출자격 : 회원증을 소지한 본인에 한해 도서 대출
- 대출권수 : 1인 5책
- 대출기한 : 14일(연장 포함)